# Mgławica Homunculus

Położenie w gwiazdozbiorze Kila jako NGC 3372

Mgławica Homunculus – dwubiegunowa mgławica emisyjno-refleksyjna otaczająca masywny układ gwiazd Eta Carinae, znajdująca się około 7500 lat świetlnych (2300 pc) od Ziemi. 
Mgławica Homunculus jest częścią znacznie większej mgławicy Carina, znajduje się w jej dużym obszarze formowania się gwiazd H II. Nazwa pochodzi od łacińskiego słowa homunkulus oznaczającego małego człowieka. Mgławica składa się z pyłu i gazu które zostały wyrzucone z Eta Carinae w 1841 roku. Pył pochłania większość światła widzialnego z niezwykle jasnego centralnego układu gwiezdnego i emituje je ponownie jako podczerwień (IR). Jest to najjaśniejszy obiekt na niebie w zakresie średniej podczerwieni.